# Florian Revert
Pour les articles homonymes, voir Revert.
Pas d'image ? Cliquez ici

a Compétitions nationales et continentales officielles uniquement.

b Matchs officiels uniquement.
Dernière mise à jour le 24 juin 2020.
Florian Revert, né le 18 février 1997 à Toulon (Var), est un joueur français de rugby à XV. Il évolue au poste de deuxième ligne au CA Périgueux.

## Biographie
Né à Toulon, Florian Revert commence le rugby au Stade Marseillais Université Club avant de rejoindre le Stade phocéen en minimes, il y reste un an puis il arrive au RC Toulon où il joue de cadets à espoir.
Il est sélectionné en équipe de France de rugby à XV des moins de 17 ans, moins de 18 ans et moins de 19 ans,,,,,,. En 2016, il est sélectionné pour intégrer le pôle France des moins de 20 ans,,, mais il ne dispute aucun match officiel avec la sélection.
En 2017, il rejoint le Stade français et intègre son centre de formation. En 2019, il signe une prolongation de contrat avec le club pour une durée d'un an.
En 2020, il s'engage avec le CA Périgueux,.